# ترانسلوکون
ترانسلوکون مجموعه پروتئینی است که در جا به جایی پلی پپتیدها از غشاء نقش دارد. در یوکاریوت‌ها اصطلاح ترانسلوکون به مجموعه‌ای اشاره دارد که پلی پپتیدهای نابالغ با توالی پیام‌رسان هدف‌گذاری شده را از سیتوزول به فضای داخلی شبکه اندوپلاسمی منتقل می‌ کند. این فرایند جا به جایی نیازمند پروتئینی است که از لیپید آبگریز دولایه عبور کند. همین مجموعه برای ادغام پروتئین‌های جدید (پروتئین‌های غشا) به داخل خود غشا مورد استفاده قرار می‌گیرد.